# 브와디스와프 슈필만

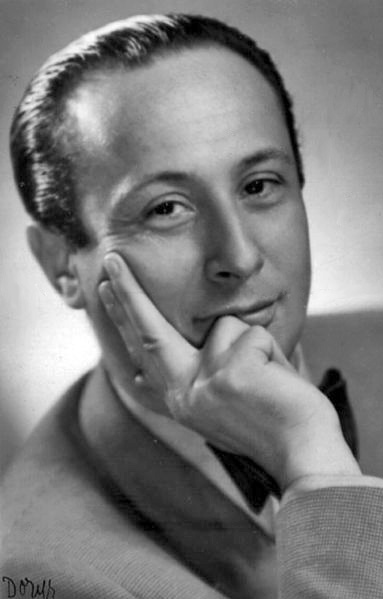
브와디스와프 슈필만

브와디스와프 슈필만(폴란드어: Władysław Szpilman, 1911년 12월 5일 ~ 2000년 7월 6일)은 폴란드의 유대계 피아노 연주자이다.
소스노비에츠 출신으로, 바르샤바 음악원에서 피아노를 배웠다. 1935년 4월 5일에는 폴란드의 공영 라디오 방송국인 폴스키에 라디오에서 클래식, 재즈 피아노곡을 연주했다. 그가 피아노 연주자로 활동하던 1939년 독일의 폴란드 침공이 일어났다. 그는 바르샤바 게토(Warsaw Ghetto)로 강제 이주됐고, 레스토랑에서 피아노를 연주했다. 대량 학살 이후 게토가 없어지고 대부분의 게토 주민들이 죽었을 때 그는 노동자로서 죽임을 당하지 않았고, 도망쳐서 바르샤뱌의 게토가 있었던 곳에서 숨어 살았다.
나치에 불만을 가졌던 독일군의 빌름 호센펠트 대위(Wilm Hosenfeld)가 소비에트 연방이 바르샤바를 점령하여, 독일군이 물러날때까지 슈필만에게 음식과 잠자리를 제공해 줬으며, 전쟁이 끝난 후, 그는 1952년, 소련의 포로 수용소로 끌려가 죽었다고 한다.

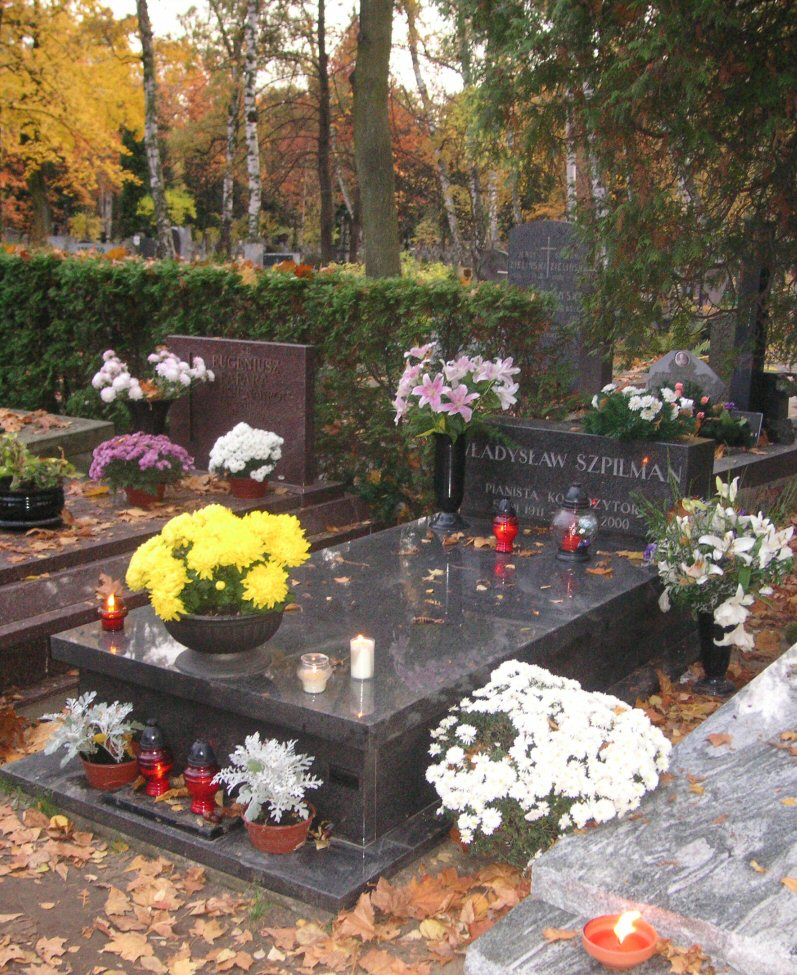
바르샤바에 있는 슈필만의 묘소

1945년 전쟁이 끝난 직후, 슈필만은 폴란드에서 피아노 연주자로 활동하면서 폴란드 대중 음악 작곡가가 되었다. 그리고 그는 자신이 바르샤바에서 살아남은 내용을 담은 《도시의 죽음(Śmierć Miasta)》이라는 제목의 자서전을 썼다. 하지만, 이 책은 전쟁에 대한 관점 때문에 공산주의 정권에게 검열당해야 했다. 약 50년이 더 지나 1998년에 《피아니스트》라는 제목으로 다시 출판되었고, 이를 토대로 2002년에 로만 폴란스키 감독이 영화로 만들었다.
2000년 7월 6일 바르샤바에서 사망하였다.

## 브와디스와프 슈필만을 연기한 배우
- 애드리언 브로디 - 피아니스트

## 같이 보기
- 피아니스트 (자서전)
- 피아니스트 (2002년 영화)

## 참고 문헌
- 《The Pianist: The Extraordinary True Story of One Man's Survival in Warsaw, 1939-1945》, Władysław Szpilman, 2002. ISBN 0-312-31135-4